# Synavea hyalina
Synavea hyalina är en insektsart som först beskrevs av Synave 1979.  Synavea hyalina ingår i släktet Synavea och familjen Derbidae. Inga underarter finns listade i Catalogue of Life.